# Bergbautreibender
Ein Bergbautreibender, auch Bergbauer genannt, ist gemäß den Berggesetzen jemand, der auf eigene Rechnung nach erhaltener bergrechtlicher Genehmigung ein Bergwerk beginnt oder betreibt. Bergbautreibender kann sowohl eine natürliche als auch eine juristische Person sein. Nach den Berggesetzen gilt somit nicht nur der Bergwerkseigentümer als Bergbautreibender, sondern jeder, der dies entsprechend den gesetzlichen Vorgaben tätigt. Der Bergbautreibende ist gegenüber der zuständigen Bergbehörde anzeigepflichtig bezüglich Beginn und Ende der bergbaulichen Tätigkeiten.

## Wortherleitung, Rechtsverhältnisse und Pflichten
Die Bezeichnung „Bergbautreibender“ wird hergeleitet aus den beiden Begriffen Bergbau und treiben. Bergbau treiben umfasst alle bergmännischen Tätigkeiten, die erforderlich sind, um letztendlich die Mineralien zu gewinnen. Dazu gehören sowohl untertägige als auch übertägige Arbeiten. Zudem gehört dazu das Aufsuchen, das Schürfen, das Muten und die Erstellung von Grubenbauen. Auch die Erstellung und Unterhaltung erforderlicher Wasserbaue gehören dazu. Des Weiteren betrifft dies auch die Gewinnung und Förderung der gewonnenen Mineralien zur Tagesoberfläche sowie die Aufbereitung derselbigen. Die Rechtsverhältnisse der Bergbautreibenden waren bis zur Mitte des 19. Jahrhunderts aufgrund des damals geltenden Direktionsprinzips stark eingeschränkt. Heute werden die Rechtsverhältnisse der Bergbautreibenden sowohl in den jeweiligen gültigen Berggesetzen als auch in den allgemein für Unternehmen gültigen Vorschriften wie z. B. dem BGB und dem HGB geregelt. Dem Bergbautreibenden steht das Nutzungsrecht von Grundstücken zum Zweck des Bergbautriebs zu. Allerdings haftet der Bergbautreibende für Schäden, die aus dem Bergbaubetrieb entstehen. Dies gilt auch noch Jahre nach der Schließung des Bergwerkes.

## Personenkreis
Der Personenkreis, der als Bergbautreibender nach den Berggesetzen gilt, ist in den jeweiligen Berggesetzen eindeutig definiert. Voraussetzung ist in erster Linie, dass derjenige im Besitz einer entsprechenden bergrechtlichen Genehmigung ist und dass er das Bergwerk auf eigene Rechnung betreibt. Zum Personenkreis zählt zunächst einmal der Muter. Des Weiteren gehört zum Personenkreis der Bergbautreibenden der Schürfer. Ebenfalls als Bergbautreibender gilt nach dem Bergrecht der Bergwerkseigentümer. Neben dem Bergwerkseigentümer ist auch der Eigenlöhner ein Bergbautreibender. Des Weiteren gehört der Pächter eines Bergwerks zum Personenkreis der Bergbautreibenden. Da auch der Staat auf eigene Rechnung Bergwerke betrieb, zählte er in diesen Fällen auch zum Kreis der Bergbautreibenden. Nicht zum Kreis der Bergbautreibenden zählen die Bergbeamten, da sie Bedienstete eines Bergamtes sind. Da der Betriebsführer nicht auf eigene Rechnung das Bergwerk betreibt, gilt er nicht als Bergbautreibender. Auch nicht zum Kreis der Bergbautreibenden zählen alle Schichtmeister und Steiger, da sie als sogenannte „Gewerkendiener“ von den Gewerken bezahlt (besoldet) werden. Auch die auf dem jeweiligen Bergwerk arbeitenden Bergleute gelten nicht als Bergbautreibende. Sie werden für ihre Arbeit auf dem Bergwerk vom Eigentümer des Bergwerks entlohnt.